# Piotr Brożek
Piotr Brożek (ur. 21 kwietnia 1983 w Kielcach) – polski piłkarz występujący na pozycji lewego obrońcy lub pomocnika, reprezentant Polski. Brat bliźniak piłkarza Wisły – Pawła.
Swoją karierę piłkarską rozpoczynał w Polonii Białogon Kielce. Następnie grał w SMS Zabrze, skąd w 1998 roku trafił do Wisły Kraków. Z Wisłą Kraków Brożek pięć razy został mistrzem Polski oraz dwa razy zdobył puchar kraju. Po dwunastu latach spędzonych w Wiśle Kraków przeszedł do tureckiego klubu Trabzonspor, a następnie trafił do Lechii Gdańsk.
Brożek ma za sobą występy w reprezentacjach juniorskich i młodzieżowych swojego kraju. W 1999 roku wystąpił w barwach reprezentacji Polski U-17 na Mistrzostwach Świata odbywających się w Nowej Zelandii. W 2000 roku grał na Mistrzostwach Europy U-16 rozgrywanych w Izraelu. W pierwszej reprezentacji Polski zadebiutował 2 lutego 2008 roku w meczu z reprezentacją Finlandii.

## Kariera klubowa

### Początki kariery
Pierwszym jego klubem była Polonia Białogon Kielce, do której zapisał się na treningi w 1992 roku, wraz ze swym bratem bliźniakiem Pawłem. Trenował tam sześć lat. Po zakończeniu szkoły podstawowej przeniósł się do SMS Zabrze.

### Wisła Kraków
Pół roku później, razem z bratem Pawłem zostali zauważeni przez trenera Adama Nawałkę, który zaoferował im przejście do Wisły Kraków. I tak pod koniec 1998 roku znaleźli się w krakowskim klubie. W maju 2001 roku Piotr Brożek podpisał nowy, 10-letni kontrakt z Wisłą.
W polskiej ekstraklasie Piotr Brożek zadebiutował 8 września 2001 roku w spotkaniu Wisły Kraków z GKS Katowice. W przerwie między rundami sezonu 2001/2002 został wypożyczony na pół roku do ŁKS-u Łódź. Gdy wrócił do Wisły w sezonie 2002/2003, zastał w niej trenera Henryka Kasperczaka. 29 sierpnia 2002 roku zadebiutował w europejskich pucharach, w spotkaniu pucharu UEFA z Glentoran FC. Sezon 2002/2003 zakończył zdobyciem Mistrzostwa Polski z Wisłą Kraków. W sezonie 2003/2004 zdobył 3 bramki w 18 meczach w Ekstraklasie i przyczynił się do zdobycia przez Wisłę kolejnego Mistrzostwa Polski. Przed sezonem 2004/2005 do Wisły Kraków przyszedł Marek Zieńczuk i trener Henryk Kasperczak zdecydował się wypożyczyć Piotra Brożka do Górnika Zabrze. W grudniu 2004 roku Piotr Brożek został wraz z bratem Pawłem zaproszony na testy do angielskiego klubu West Ham United.
Dobre występy Brożka w Górniku Zabrze i reprezentacji młodzieżowej zaowocowały ofertą z klubu Bundesligi VfL Wolfsburg. Kluby dogadały się co do kwoty transferowej, jednak zawodnik nie zdecydował się na przeprowadzkę do Niemiec.
W sezonie 2005/2006, gdy trenerem Wisły Kraków został Dan Petrescu, Piotr Brożek w niektórych meczach był ustawiany w ataku, obok swojego brata Pawła. 24 sierpnia 2006 roku zdobył swoją pierwszą bramkę w europejskich pucharach, w spotkaniu z SV Mattersburg. W rewanżowym spotkaniu I rundy pucharu UEFA z Iraklisem Saloniki, w 10 minucie dogrywki ograł w polu karnym Mirosława Sznaucnera i wyłożył piłkę Mauro Cantoro, który zdobył bramkę decydującą o awansie „Białej Gwiazdy” do fazy grupowej pucharu UEFA. Sezon 2007/2008 Piotr Brożek zaczął jako zmiennik, dawał jednak bardzo dobre zmiany strzelając bramki z Polonii Bytom i Jagiellonii Białystok oraz zaliczając asysty w spotkaniach z Widzewem Łódź i Odrą Wodzisław. W listopadzie 2007 roku gdy kontuzji doznał Dariusz Dudka, Piotr Brożek wskoczył do pierwszego składu Wisły na pozycję lewego obrońcy. Do końca rundy jesiennej bardzo dobrze spisywał się, występując na tej pozycji. Na wiosnę wywalczył sobie pewne miejsce w pierwszym składzie Wisły i przebywał na boisku po 90 minut w każdym meczu ligowym, w którym występował. Sezon 2007/2008 zakończył zdobyciem Mistrzostwa Polski z Wisłą Kraków.

### Trabzonspor
30 grudnia 2010 roku turecki Trabzonspor poinformował, że Brożek oraz jego brat zostaną zawodnikami tego klubu. Transfer został oficjalnie potwierdzony 5 stycznia 2011 roku, a obaj bracia podpisali z Trabzonsporem 2,5-letnie umowy. W marcu Brożek wygrał rywalizację o miejsce na lewej obronie z Chorwatem Hrvoje Čale i zaczął regularnie występować w pierwszym składzie drużyny prowadzonej przez Şenola Güneşa. W kwietniu doznał kontuzji, która wykluczyła go z gry niemal do końca sezonu. Brożek powrócił do składu na mecz ostatniej kolejki ligowej z Karabüksporem. Trabzonspor wygrał to spotkanie 4:0 kończąc sezon z 82 punktami, tyle samo zgromadziło Fenerbahçe SK, ale drużyna z Trabzonu miała gorszy bilans bezpośrednich spotkań i zajęła drugie miejsce w tabeli tureckiej Superligi.

### Lechia Gdańsk
9 sierpnia 2012 roku Brożek podpisał roczny kontrakt z Lechią Gdańsk.

### Wisła Kraków
14 października 2013 roku Wisła ogłosiła, że Piotr Brożek wznowił treningi z krakowskim klubem, a 28 października podpisał kontrakt. Następnego dnia wystąpił w wygranym przez Wisłę 3:0 meczu z Widzewem, wchodząc w 63 minucie w miejsce Rafała Boguskiego,

## Kariera reprezentacyjna

### Reprezentacje juniorskie i młodzieżowe
Piotr Brożek wielokrotnie reprezentował barwy juniorskich oraz młodzieżowych reprezentacji Polski. Występował w reprezentacjach juniorskich prowadzonych przez Antoniego Szymanowskiego oraz Michała Globisza. W 1999 roku wystąpił na Mistrzostwach Świata U-17 w Nowej Zelandii, gdzie zagrał we wszystkich trzech spotkaniach, jakie rozegrała reprezentacja Polski U-17 na tym turnieju. W 2000 roku brał udział w Mistrzostwach Europy U-16 rozgrywanych w Izraelu. W reprezentacji młodzieżowej U-21 prowadzonej przez Władysława Żmudę zagrał 14 meczów strzelając w nich 3 bramki. Zagrał również jedno spotkanie w reprezentacji młodzieżowej U-21 prowadzonej przez Edwarda Klejndinsta, w którym zdobył bramkę.

### Reprezentacja seniorska
W listopadzie 2007 roku został po raz pierwszy powołany do pierwszej reprezentacji Polski na towarzyski mecz z reprezentacją Bośni i Hercegowiny przez trenera Leo Beenhakkera. Ostatecznie Brożek nie pojechał na zgrupowanie kadry z powodu choroby. W styczniu 2008 roku otrzymał kolejne powołanie do kadry, na towarzyski mecz z reprezentacją Finlandii. 2 lutego zadebiutował w pierwszej reprezentacji Polski w spotkaniu z Finlandią. Na boisku przebywał przez całą drugą połowę meczu, grając na pozycji lewego obrońcy, a spotkanie zakończyło się wynikiem 1:0 dla Polski.
Pomimo że Piotr Brożek wygrał rywalizację o miejsce w składzie Wisły Kraków z wielokrotnym reprezentantem Polski Dariuszem Dudką i podstawowym lewym obrońcą reprezentacji Kostaryki Júniorem Díazem, od czasu debiutu w kadrze był konsekwentnie pomijany przy powołaniach do reprezentacji Polski przez trenera Leo Beenhakkera. W maju 2009 roku Brożek znalazł się na liście rezerwowych, na towarzyskie mecze z RPA i Irakiem. Pomimo tego, że na zgrupowanie nie pojechało wielu pierwotnie powołanych zawodników, a w dodatku zdyskwalifikowany za stosowanie dopingu został Jakub Wawrzyniak, Brożek nie został powołany w miejsce któregoś z nich. Powołanie otrzymał za to lewy obrońca Marcin Komorowski, którego nie było na liście rezerwowych.
Dopiero kiedy nowym trenerem reprezentacji Polski został Franciszek Smuda, powołał on Brożka w październiku 2009 roku na towarzyskie mecze z Rumunią i Kanadą. 14 listopada zagrał w spotkaniu z Rumunią przez pełne 90 minut meczu. Pierwszego swojego gola strzelił w meczu przeciw Singapurowi.

#### Bramki w reprezentacji
| #  | Data             | Gdzie                        | Przeciwnik | Bramka | Rezultat | Rozgrywki |
| -- | ---------------- | ---------------------------- | ---------- | ------ | -------- | --------- |
| 1. | 23 stycznia 2010 | Nakhon Ratchasima, Tajlandia | Singapur   | 4:1    | 6:1      | PKT 2010  |

## Statystyki

### Klubowe
(stan na 17 grudnia 2013)
| Klub                 | Sezon         | Liga         | Liga  | Liga   | Puchary krajowe | Puchary krajowe | Puchary europejskie | Puchary europejskie | Suma  | Suma   |
| Klub                 | Sezon         | Liga         | Mecze | Bramki | Mecze           | Bramki          | Mecze               | Bramki              | Mecze | Bramki |
| -------------------- | ------------- | ------------ | ----- | ------ | --------------- | --------------- | ------------------- | ------------------- | ----- | ------ |
| Wisła Kraków         | 2001-2002 (j) | Ekstraklasa  | 1     | 0      | 2               | 0               | 0                   | 0                   | 3     | 0      |
| ŁKS Łódź (wyp.)      | 2001-2002 (w) | II liga      | 5     | 0      | –               | –               | –                   | –                   | 5     | 0      |
| Wisła Kraków         | 2002-2003     | Ekstraklasa  | 9     | 0      | 6               | 0               | 3                   | 0                   | 18    | 0      |
| Wisła Kraków         | 2003-2004     | Ekstraklasa  | 18    | 3      | 1               | 0               | 5                   | 0                   | 24    | 3      |
| Górnik Zabrze (wyp.) | 2004-2005     | Ekstraklasa  | 22    | 3      | 5               | 1               | –                   | –                   | 27    | 4      |
| Wisła Kraków         | 2005-2006     | Ekstraklasa  | 18    | 1      | 2               | 0               | 0                   | 0                   | 20    | 1      |
| Wisła Kraków         | 2006-2007     | Ekstraklasa  | 21    | 3      | 10              | 0               | 7                   | 1                   | 38    | 4      |
| Wisła Kraków         | 2007-2008     | Ekstraklasa  | 27    | 2      | 11              | 1               | –                   | –                   | 38    | 3      |
| Wisła Kraków         | 2008-2009     | Ekstraklasa  | 27    | 0      | 6               | 1               | 5                   | 0                   | 38    | 1      |
| Wisła Kraków         | 2009–2010     | Ekstraklasa  | 28    | 2      | 4               | 0               | 2                   | 0                   | 34    | 2      |
| Wisła Kraków         | 2010–2011     | Ekstraklasa  | 7     | 0      | 1               | 0               | 4                   | 2                   | 12    | 2      |
| Trabzonspor          | 2010–2011     | Süper Lig    | 7     | 0      | 1               | 0               | –                   | –                   | 8     | 0      |
| Trabzonspor          | 2011–2012     | Süper Lig    | 0     | 0      | 0               | 0               | 0                   | 0                   | 0     | 0      |
| Lechia Gdańsk        | 2012–2013     | Ekstraklasa  | 24    | 1      | 0               | 0               | –                   | –                   | 24    | 1      |
| Wisła Kraków         | 2013–2014     | Ekstraklasa  | 8     | 0      | –               | –               | –                   | –                   | 8     | 0      |
| Suma                 | Trabzonspor   | Trabzonspor  | 7     | 0      | 1               | 0               | 0                   | 0                   | 8     | 0      |
| Suma                 | Wisła Kraków  | Wisła Kraków | 164   | 11     | 43              | 2               | 26                  | 3                   | 233   | 16     |

### Reprezentacyjne
(stan na 17 listopada 2012)
| Mecze i gole w reprezentacji | Mecze i gole w reprezentacji | Mecze i gole w reprezentacji | Mecze i gole w reprezentacji | Mecze i gole w reprezentacji | Mecze i gole w reprezentacji | Mecze i gole w reprezentacji |
| #                            | Data                         | Miasto                       | Przeciwnik                   | Gol                          | Wynik                        | Rozgrywki                    |
| ---------------------------- | ---------------------------- | ---------------------------- | ---------------------------- | ---------------------------- | ---------------------------- | ---------------------------- |
| 1.                           | 02.02.2008                   | Pafos                        | Finlandia                    |                              | 1:0                          | towarzyski                   |
| 2.                           | 14.11.2009                   | Warszawa                     | Rumunia                      |                              | 0:1                          | towarzyski                   |
| 3.                           | 17.01.2010                   | Nakhon Ratchasima            | Dania                        |                              | 1:3                          | PKT 2010                     |
| 4.                           | 20.01.2010                   | Nakhon Ratchasima            | Tajlandia                    |                              | 3:1                          | PKT 2010                     |
| 5.                           | 23.01.2010                   | Nakhon Ratchasima            | Singapur                     | Gol                          | 6:1                          | PKT 2010                     |

## Osiągnięcia

### Wisła Kraków U-19
- Mistrzostwo Polski juniorów: 2000

### Wisła Kraków
- Ekstraklasa: 2002-03, 2003-04, 2007-08, 2008-09, 2010-11
- Puchar Polski: 2001-02, 2002-03
- Superpuchar Polski: 2001